# Вельяминово (платформа)
Вельями́ново — остановочный пункт Павелецкого направления Московской железной дороги в городском округе Ступино Московской области.
Находится в 64 км от Павелецкого вокзала. Рядом с платформой находятся населённые пункты: посёлки Вельяминово, Татариново, Ртищево, Юрьевка, деревня Вельяминово.
Была открыта в 1900 году как полустанок Вельяминово на 59 версте Рязанско-Уральской железной дороги. Полустанок находился в Вельяминовской волости Серпуховского уезда Московской губернии.
Имеет 2 боковые платформы, которые соединены пешеходным настилом. На платформе производится продажа билетов на пригородные поезда. Билетная касса находится со стороны посёлка Вельяминово. Вторая платформа со стороны третьего пути имеет расширение, позволяющее производить посадку и высадку пассажиров с 3-го пути (но оно намного короче основной платформы). Оно было установлено приблизительно в 2002 году, когда из-за ремонта путей в Барыбино было невозможно использование одной из основных платформ. Платформа находится на перегоне между станциями Барыбино и Михнево.
Вельяминово располагается на 65 км от Москвы по Каширскому шоссе. От станции Барыбино ходит автобусный маршрут № 62 до платформы Вельяминово.